# Haven (Fernsehserie)
Haven ist eine kanadische Fantasy-Serie, die lose auf dem Roman Colorado Kid von Stephen King basiert und von Jim Dunn und Sam Ernst entwickelt wurde. Die Serie wurde überwiegend in und um den kanadischen Ort Chester in kanadisch-amerikanischer Co-Produktion produziert.

## Inhalt
Die FBI-Agentin Audrey Parker kommt in die in Maine gelegene Kleinstadt Haven, um einen entflohenen Häftling zu finden und festzunehmen. Dabei stößt sie auf übernatürliche Dinge, die in der Stadt geschehen. Sie erfährt, dass solche mysteriösen Vorkommnisse vor Jahren schon einmal in der Stadt aufgetreten sind, dann aber wieder verschwanden. Als diese übernatürlichen Dinge wieder gehäuft auftreten und Audrey herausfindet, dass auch sie etwas mit dieser Stadt verbindet, beschließt sie, dort zu bleiben, um der örtlichen Polizei zu helfen, die mysteriösen Fälle aufzuklären.

## Ausstrahlung
Die Serie startete am 9. Juli 2010 in den USA auf dem Kabelsender Syfy. Am 7. Oktober 2010 verlängerte Syfy die Serie um eine zweite Staffel mit 13 Folgen, die ab dem 15. Juli 2011 ausgestrahlt wurde. Am 12. Oktober 2011 wurde Haven um eine 13-teilige dritte Staffel verlängert, die vom 21. September 2012 bis zum 17. Januar 2013 ausgestrahlt wurde. Am 9. November 2012 gab Syfy die Produktion einer vierten Staffel bekannt, welche wieder aus 13 Episoden bestehen wird. Die Ausstrahlung der vierten Staffel begann am 13. September und endete am 13. Dezember 2013. Ende Januar 2014 gab Syfy die Produktion einer fünften Staffel mit 26 Episoden bekannt, die ersten 13 Episoden waren zwischen dem 11. September und dem 13. Dezember 2014 zu sehen. Die restlichen 13 Episoden wurden nach dem 8. Oktober 2015 ausgestrahlt. Im August 2015 gab SyFy die Einstellung der Serie nach der fünften Staffel bekannt.

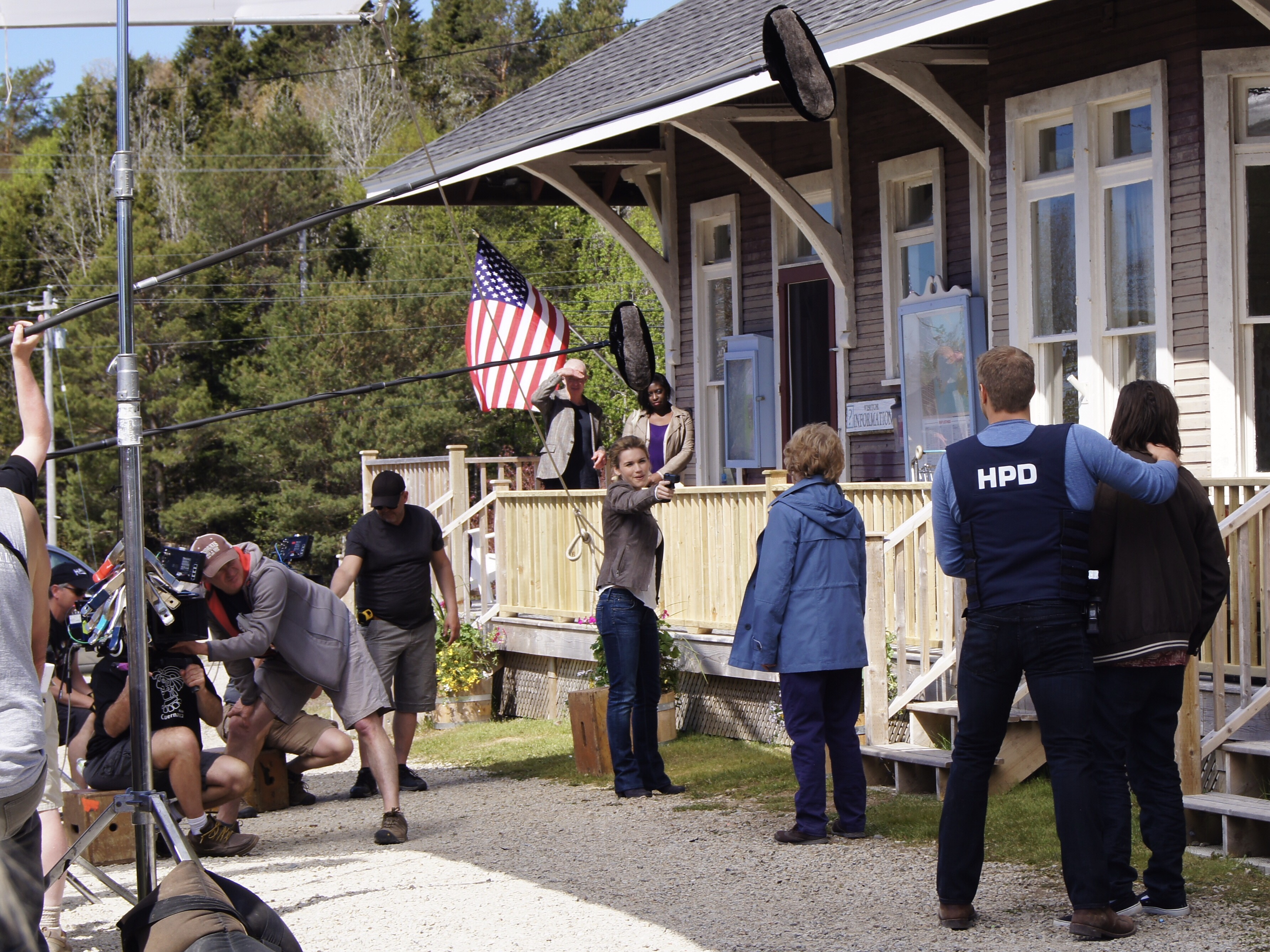
Dreharbeiten in Nova Scotia

In Deutschland strahlte der deutsche Ableger Syfy die erste Staffel ab dem 8. Oktober 2010 und die zweite Staffel ab dem 10. November 2011 jeweils in deutschsprachiger Erstausstrahlung aus. Im Free-TV zeigte der Sender RTL II die erste Staffel ab dem 7. September 2011. Wegen mangelnden Zuschauerinteresses wurde sie jedoch nach der zweiten Folge vom Sendeplatz um 22 Uhr auf 0:10 Uhr verschoben und dann kurz vor Ende der 1. Staffel ganz eingestellt.
Reunion, die zwölfte Folge der dritten Staffel, in der u. a. auch Gewalt an einer amerikanischen High School gezeigt wird, sollte ursprünglich am 14. Dezember 2012 gesendet werden. Aufgrund des Amoklaufs an der Sandy Hook Elementary School am Morgen desselben Tages entschloss sich Syfy, die Folge nicht zu senden. Stattdessen lief auf diesem Programmplatz eine Wiederholung der animierten Eureka-Folge Do You See What I See.

## Sonstiges
Als Stadtkulisse für Haven dient die kanadische Stadt Lunenburg.
In Deutschland wird seit Dezember 2019 die komplette Serie auf JOYN Plus ausgestrahlt.

## DVD-Veröffentlichung
Vereinigte Staaten
- Staffel 1 erschien am 14. Juni 2011
- Staffel 2 erschien am 4. September 2012
- Staffel 3 erschien am 3. September 2013
- Staffel 4 erschien am 26. August 2014

Großbritannien
- Staffel 1 erschien am 30. Januar 2012
- Staffel 2 erschien am 1. Oktober 2012
- Staffel 3 erschien am 30. September 2013
- Staffel 4 erschien am 8. September 2014

Deutschland
- Staffel 1 erschien am 30. September 2011
- Staffel 2 erschien am 30. März 2012

Laut der WVG Medien GmbH wird es aus „technischen Gründen“ keine weiteren Staffelveröffentlichungen in Deutschland, Österreich und der Schweiz geben.
Im November 2019 wurden alle fünf Staffeln auf Joyn plus veröffentlicht.